# ضب شائك الذيل
ضب شائك الذيل (الاسم العلمي: Uromastyx acanthinura)، ويعرف باسم ضب شمال إفريقيا أو عظاءة شائكة الذيل شمال إفريقيا، هو نوع من الحرذونيات. يوجد في المغرب والجزائر وتونس وليبيا ومصر والصحراء الغربية وتشاد ومالي والنيجر والسودان.